# Canto antifonal
Canto antifonal é um tipo de canto gregoriano, que consiste na alternância nas vozes, entre dois corpos corais.
- Repetição Simples: versículos diferentes cantados sob a mesma melodia por coros alternados;
- Repetição Progressiva: a música altera de dois em dois versículos;
- Formas de Refrão: música diferente em duas estrofes mais o refrão.